# چیوور
چیوور (انگلیسی: Chivor) یک منطقهٔ مسکونی در کلمبیا است.